# أنقليس بنغالي
أنقليس بنغالي (الاسم العلمي: Anguilla bengalensis) (بالإنجليزية: Indian mottled eel)‏ هو نوع من الأسماك يتبع جنس الأنقليس من الفصيلة الأنقليسية.